# Acacia boormanii
Acacia boormanii är en ärtväxtart som beskrevs av Joseph Henry Maiden. Acacia boormanii ingår i släktet akacior, och familjen ärtväxter. Inga underarter finns listade i Catalogue of Life.

## Bildgalleri

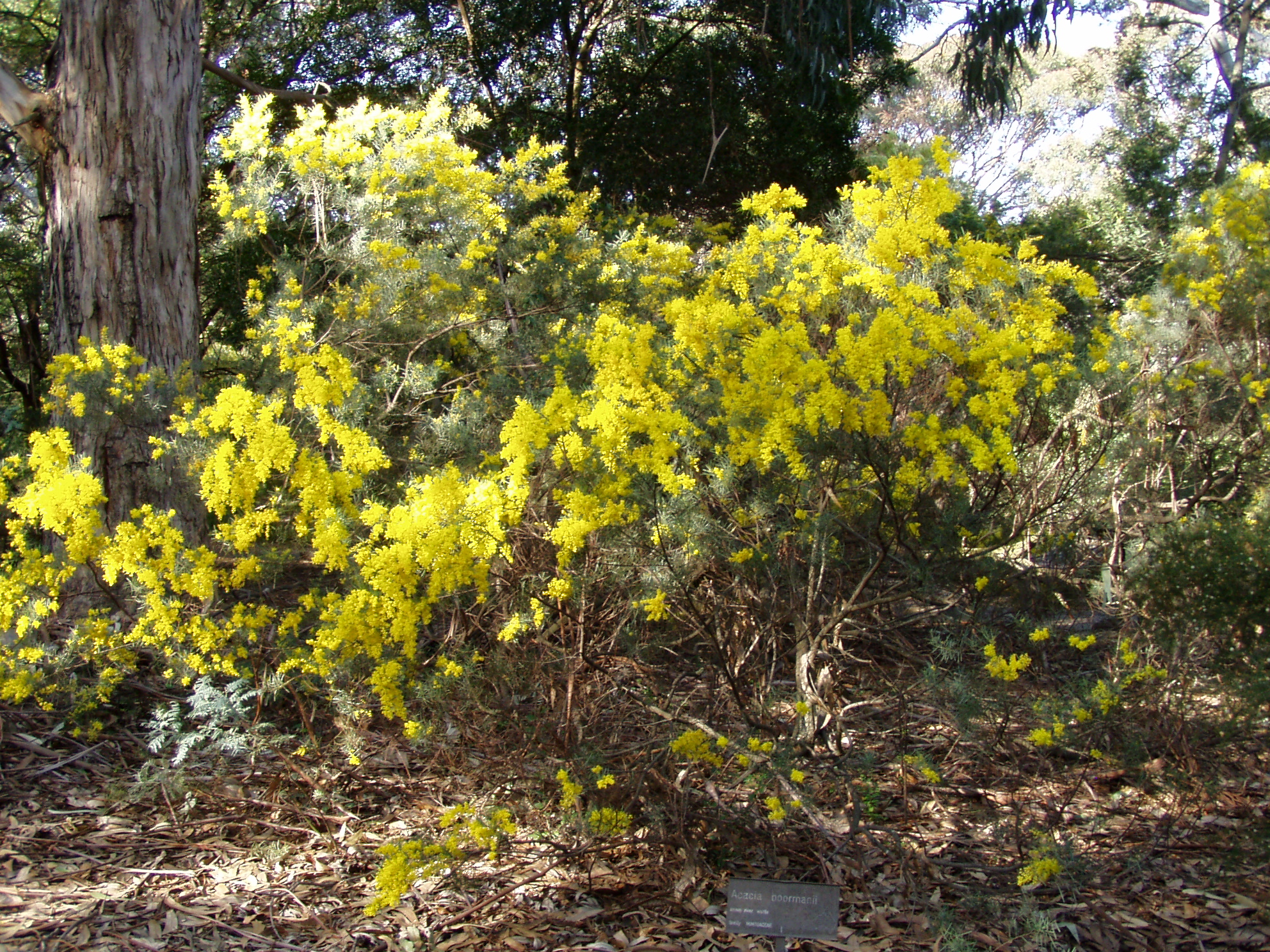
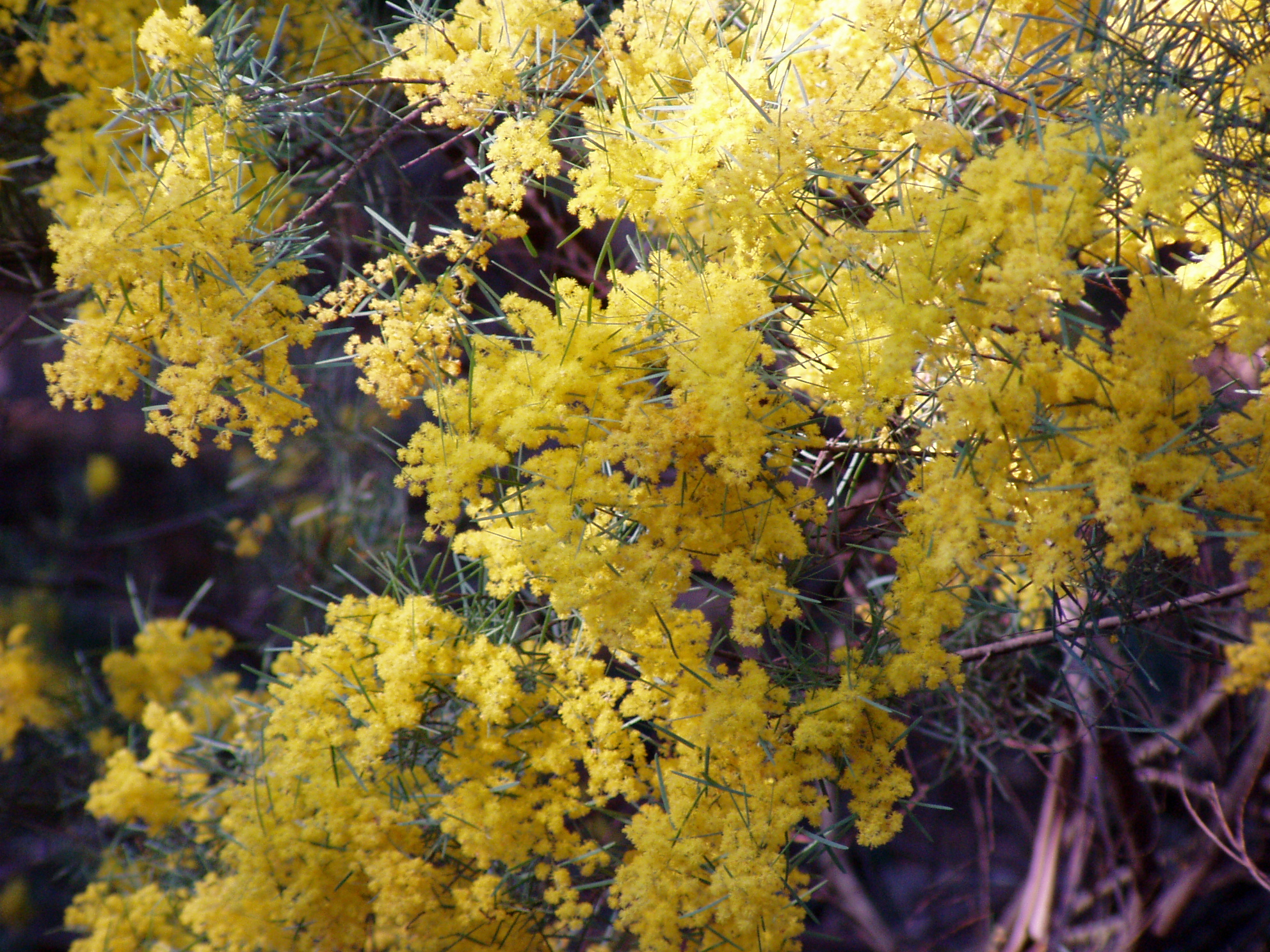
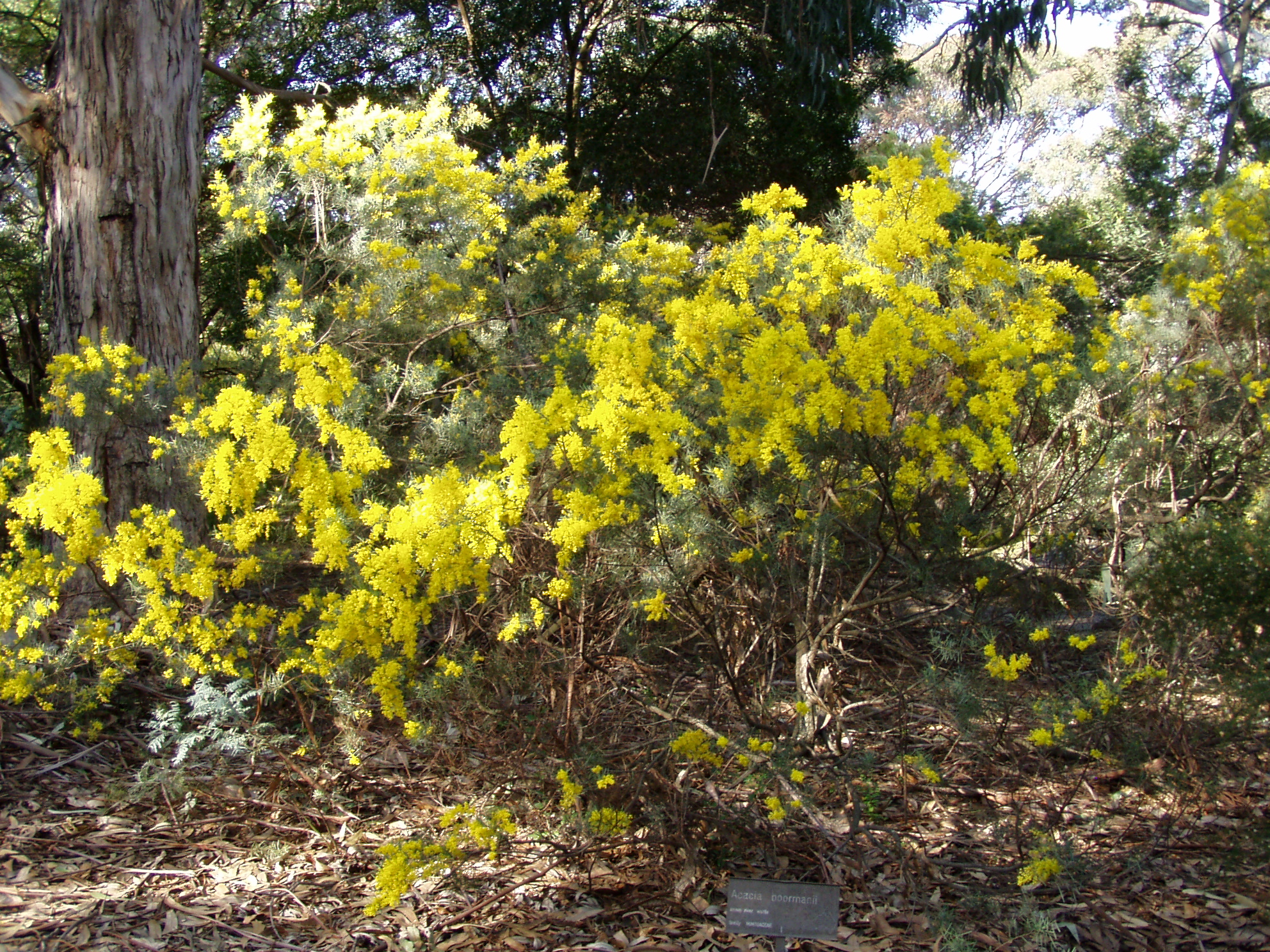
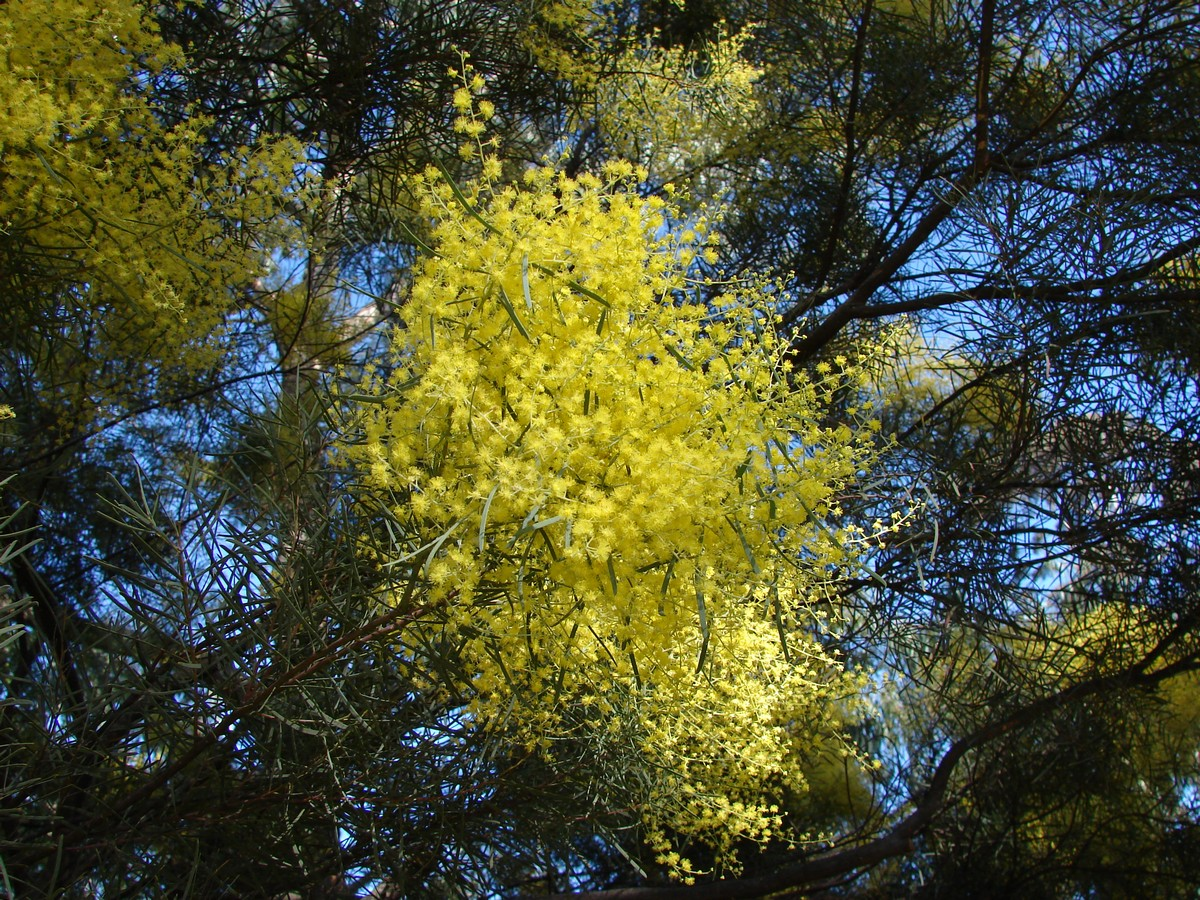
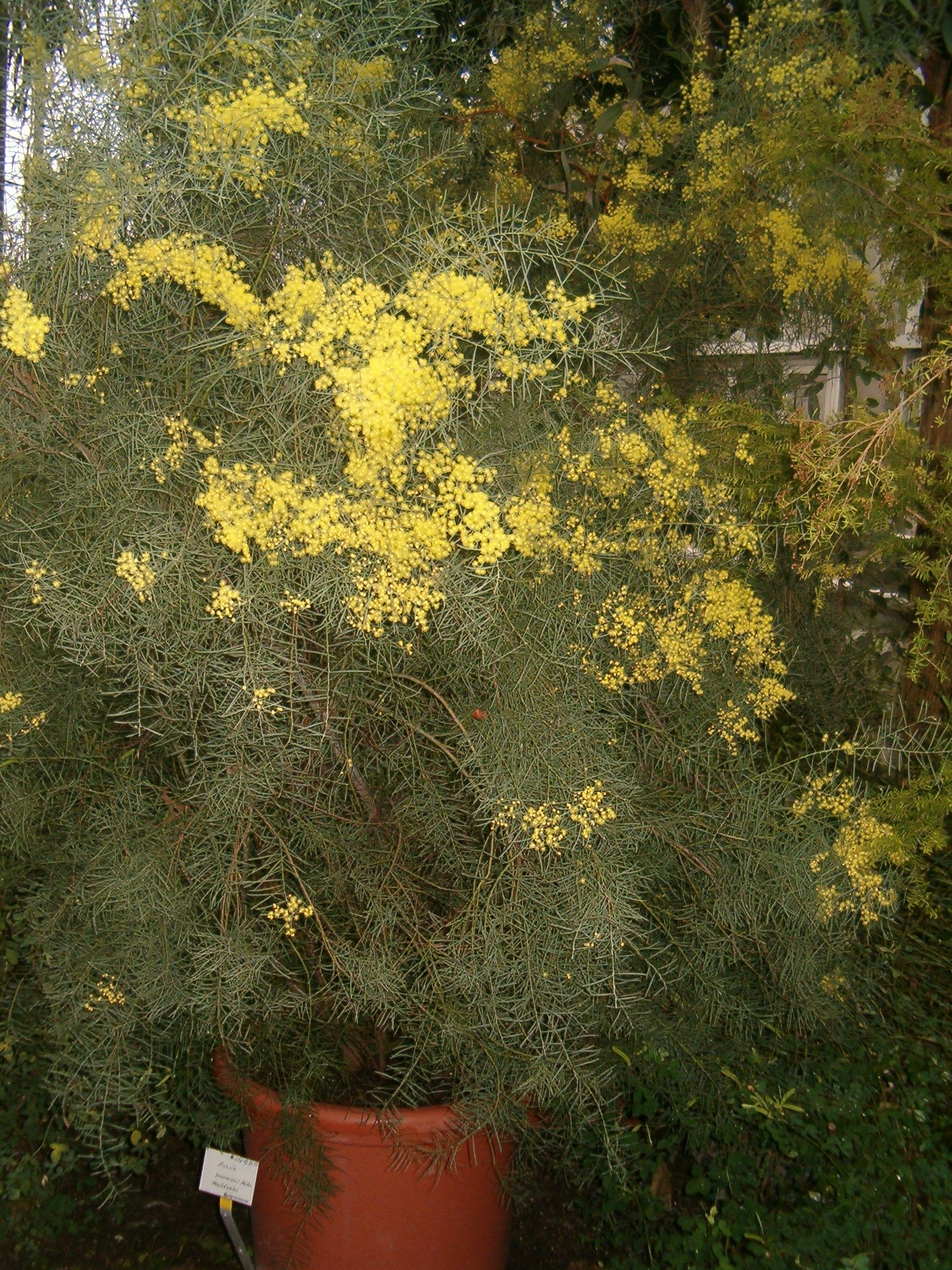